# Æthelswith
Æthelswith, död 888, var drottning av Mercia 853–874, gift med kung Burgred av Mercia. 
Hon var dotter till kung Æthelwulf av Wessex. Hennes äktenskap symboliserade en allians mellan Wessex och Mercia, och Mercias monarks underkastelse som vasall under Wessex under en tidsperiod när både Mercia och Wessex led svårt under vikingarnas anfall, och Mercia var särskilt svårt utsatt. Wessex undsatte Mercia vid flera tillfällen under hennes tid som drottning. 
Æthelswith tycks ha haft en inflytelserik roll som drottning i Mercia. Hon donerade 868 land till Berkshire, vilket var ovanligt för en drottning under denna tidsperiod. En ring finns bevarad efter henne med inskriptionen Æthelswith Regina. 868 undsattes Mercia ännu en gång av Wessex mot vikingarna, på grund av  äktenskapsalliansen. 
874 erövrades Mercia av vikingarna och kungaparet flydde till Rom. Æthelswith blev änka strax därpå. Hon kvarblev i Italien som änka, och avled under en pilgrimsfärd till Pavia 888. 